# 한국의 단층

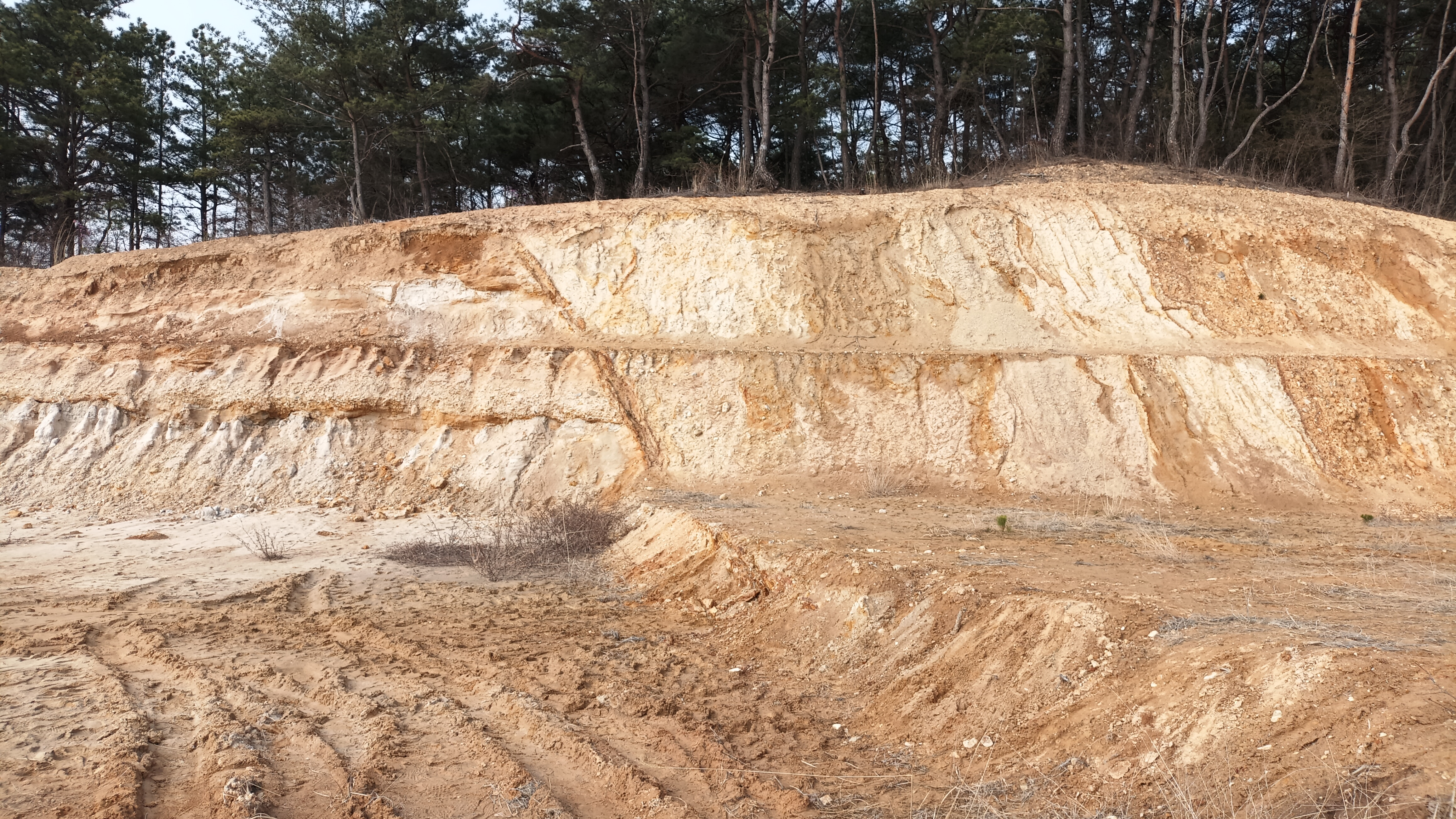
경주시 천북면 물천리의 역단층 노두

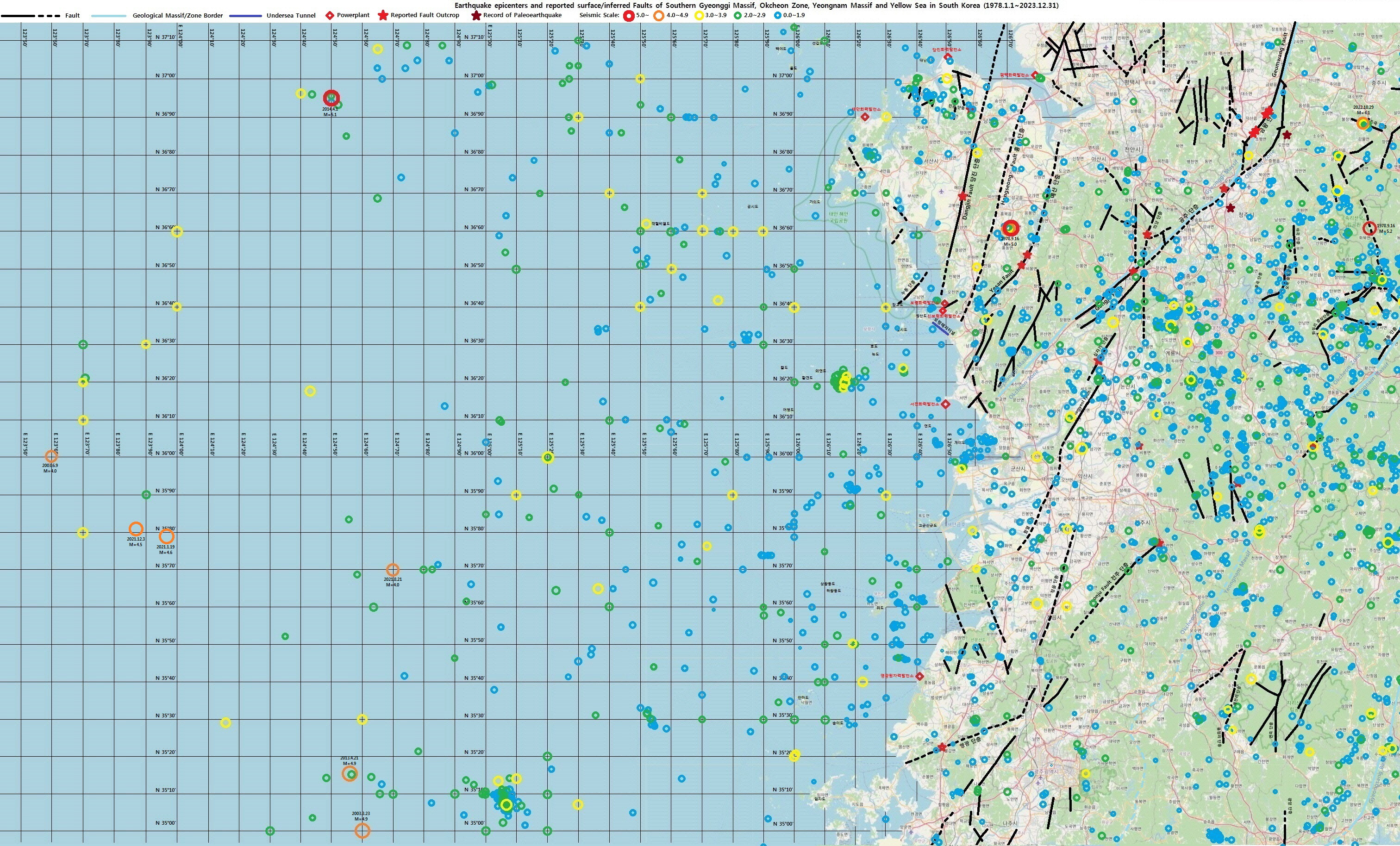

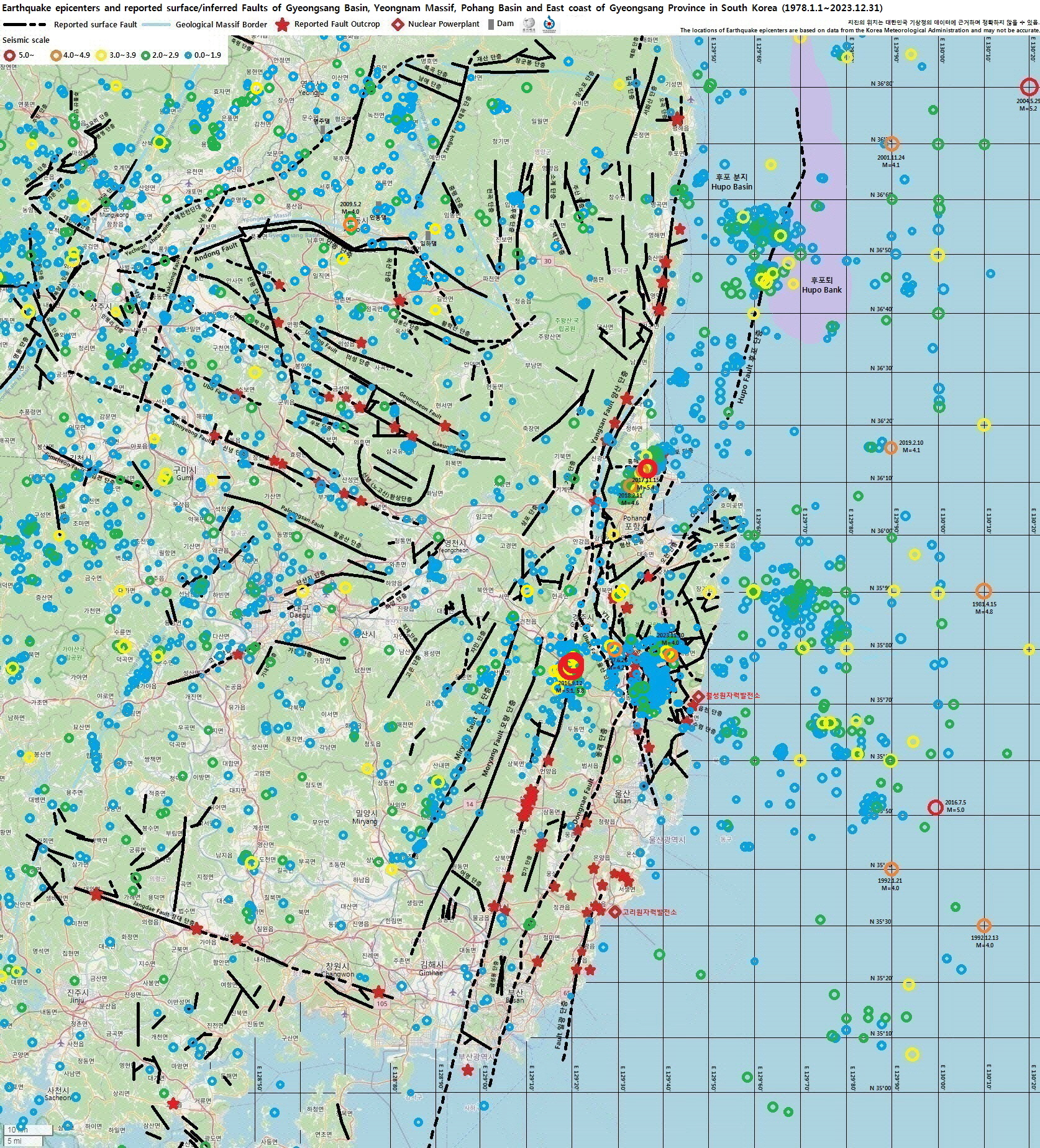
경상 분지에 분포하는 단층

한반도는 중생대 이전까지 안정된 지각이었으나, 중생대에 발생한 격렬한 지각 운동으로 다수의 단층들이 생성되었다. 대표적인 예로 양산 단층계, 추가령 단층계, 공주 단층계, 광주 단층계 등이 있으며 이외에도 전국 곳곳에 길이 100km 내외의 단층들이 흩어져 있다. 그 밀도가 가장 높은 곳은 삼척시, 평창군 일대이다. 본 문서에서는 한국의 단층과 목록에 대해 설명한다.

## 개요
대한민국에는 오래전에 형성된 한반도 수많은 단층들이 분포하며 그 수는 약 450개로 추정된다. 대부분의 단층은 중생대에 발생한 송림변동, 대보 조산운동, 불국사 조산운동 등 격렬한 지구조 운동으로 생성되었다. 한반도 단층의 대표적인 예로 양산 단층대와 추가령 단층대, 울산 단층, 공주-금왕 단층대, 광주/전주 단층 등이 있으며 이외에도 전국 곳곳에 길이 100km 내외의 단층들이 흩어져 있다. 북한에도 다수의 단층이 존재하지만 그곳의 단층에 대해서는 알려진 것이 거의 없으므로 여기서는 대한민국의 단층에 대해 서술하겠다.

## 한국의 단층과 지진과의 연관성
한반도가 속한 유라시아판 또는 아무르판은, 남부에서는 인도판이 밀어붙이고, 동부에서는 태평양판 및 필리핀판이 섭입하면서 이들 판의 운동에 의해 압축력(壓縮力)을 받고 있다. 그리고 그 압축력이 한반도에까지 영향을 미쳐 판의 내부 변형(internal deformation)이 일어나 한반도 내부에 존재하는 중생대에 형성된 단층에서 지진이 발생하게 된다.
여러 연구들을 통해 중생대에 형성된 한국의 단층들에서 지진이 발생함이 알려져 있다. 따라서 단층이 많은 지역에는 지진도 많다고 생각할 수 있으나, 김대영(2018)은 단층밀도가 높지만, 지진밀도가 낮게 나타나는 지역도 여러 곳에서 관찰된다는 점 그리고 그 반대의 경우(단층밀도는 낮은데 지진밀도는 높은 곳)도 있다는 점을 근거로, 지진 밀도와 단층선의 밀도는 상관관계가 높다고 할 수 없으며, 특히 한반도의 경우 지진 발생과 단층선의 발달과는 별다른 연관이 없다고 주장하기도 하였다. 실제로, 경주시나 평양시와 같이 지진 밀도가 높은 곳에서는 단층선의 밀도가 높은 곳도 있지만, 연천군과 한반도 북부지역은 단층밀도는 높은데 지진의 발생 횟수(지진밀도)는 낮으며, 서산에서 포항을 잇는 선은 지진이 빈번한 곳이지만 단층선은 일부 지역에서 높은 밀도를 보일 뿐 지진밀도와 같은 형태의 발달을 보이지는 않고 있다. 단층선은 공주시, 상주시, 의성군 등에서 부분적으로 다소 높은 밀도를 보이지만, 지진 밀도와 같은 형태의 발달을 보이지는 않는다.
그러나, 단층의 밀도가 높은 지역에서 지진 밀도가 낮다 할지라도, 혹은 단층의 밀도가 낮은 곳이라도 안심할 수는 없다. 2016년 경주 지진은 양산 단층대에서 발생하여 지진과 단층의 연관성이 한반도에서 최초로 규명된 바 있으며, 2007년의 오대산 지진은 단층 밀도가 그렇게 높지도 않은 평창군 북동부 오대산 지역에서 발생했다. 규모 4.7의 오대산 지진을 일으킨 진부 단층은 연장 20 km 에 불과한 소규모 단층이며 이미 1975년 오대산 지질 도폭에서 그 존재가 인지된 단층이다. 단층이 있는 지역에서는 대규모 지진이 발생할 가능성도 얼마든지 있다. 지진이 발생하는 원인은 대부분 기존에 존재하고 있던 활성단층이 재활동하는 것이지만, 한반도에서는 발생하는 대규모 지진의 발생 빈도가 상대적으로 낮기 때문에 특정 단층대와 지진의 연관성을 규명하는 것은 쉽지 않다.
또한, 한국에서 발생하는 지진은 넓은 지역에 걸쳐 일정한 규칙 없이 산만하게 발생하는 것처럼 보이지만 같은 장소에서 반복적으로 발생하는 경우가 많다. 즉 지진은 지하에 새로운 단층을 형성하면서 발생하기보다는 기존에 존재하는 단층면을 따라서 발생하는 것이 일반적이다. 따라서 과거 지진을 분석하고, 현재의 지진 현황을 파악함으로써 향후 발생할 수 있는 대규모 지진의 위치와 규모를 유추할 수 있다.
지질도와 지질도폭(geological sheet)에서 보고되지 않고 지하에 숨어 있는 단층도 문제가 될 수 있다. 규모 4.1의 2022년 괴산 지진의 경우 지표에 있는 단층과는 크게 연관성이 없으며 지하의 숨겨진 단층대에서 지진이 발생한 것으로 드러났다. 이러한 사실은 한반도에 지진 안전 지대는 없다는 사실을 시사한다.

### 제4기단층
현재까지 국내에서 보고된 제4기 단층들(양산 단층, 울산 단층, 금왕 단층, 공주 단층 등) 중에서 직접적으로 계기 지진과 관련된 단층의 사례는 아직 보고된 바 없다. 지표에 단층이 나타날 수 있는 지진의 규모는 6 이상이어야 한다. 역사 지진의 추정 지진 규모는 이를 넘기도 하지만, 지진과 직접적으로 관련된 단층 운동은 기록되지 않았으며, 계기지진의 경우에 비교적 규모가 컸던 지리산 쌍계사 지진, 속리산 지진(1978), 1978년 홍성 지진의 경우에도 지진에 의한 지표에서의 단층 활동과 관련된 지표의 파열현상은 발견되지 않았다. 
배대석 외(2009)은 단층과 지진 발생과의 관계를 알아보기 위해, 169개의 역사지진과 126개의 계기지진 자료를 이용하였다. 역사지진에서 보여주는 규모 5 이상의 지진과 단층과의 관계에서는 일부 진앙지가 양산 단층대에 위치하고 있지만 진앙지와 양산 단층대와 직접적으로 연관성을 찾기 어려웠으며, 계기지진도 양산 단층과의 유의미한 상관관계를 보이지 않았다. 따라서 한반도 동남부에 양산 단층대와 같은 제4기 단층들이 발견되고 있지만 실질적으로 역사 시대 이래 지진 발생에 의한 단층의 활동도를 평가할 때 지진 발생이 특정 단층과 직접적인 관계를 보여주기 보다는 오히려 배경지진의 특성으로 볼 수 있는 것처럼 분산된 양상을 보였다.

### 단층면해
지진은 지각에 축적된 지구조적 응력이 단층의 운동을 통해 해소될 때 발생한다. 큰 규모의 지진은 대부분 새로운 단층을 형성하기보다는 기존에 발달한 단층을 따라 다시 재활하는 경우가 많으며, 이러한 이유로 현생 응력 조건에서 활동했던(=지진을 일으킨) 단층은 다시 동일한 지구조적 응력조건에서 재활할 가능성이 높다. 한반도는 지역에 따라 약간의 차이는 있지만, 제4기 단층의 기하와 운동학적 특성 및 수압파쇄(hydraulic fracturing) 결과 및 단층면해 연구 결과 등을 종합하면 현재 한반도는 동-서(E-W), 서북서-동남동(WNW-ESE) 내지 동북동-서남서(ENE-WSW) 방향으로 최대 주응력이 작용하는 것으로 해석되고 있다. 또한 다수의 고응력 및 구조발달사 연구들은 신생대 후기 마이오세부터 현재까지 거의 비슷한 조건이 유지되었을 가능성이 높은 것으로 판단하고 있다. 그 결과로 한반도에서 발생한 대부분의 지진이 주향 이동성 및 역단층성의 단층 면해를 나타내며 이는 지진을 유발시킨 단층이 주향이동 내지 역단층성 운동을 나타내는 것을 의미한다. 특히, 동해와 서해 연안에서 관찰되는 지진은 주로 역단층 운동에 의한 것이 우세하다. 동해안 일대에서 발생하는 역단층성 지진들은, 대륙 연변부에 발달한 기존 정단층이 동해가 생성될 때 동해가 닫히는 과정에서 태평양판이 유라시아판으로 섭입하며 발생한 압축 응력이 다시 발생되면서 역단층의 특성을 갖는 지진이 동해 연안에 발생하는 것으로 보인다. 다만 황해 및 황해도 지역과 일부 지역에서는 국부적으로 정단층성의 단층면해를 보이는 곳이 있다.
대표적인 예로, 2016년 경주 지진은 주향이동 단층의 운동, 2017년 포항 지진은  역단층성 우수향 주향이동단층으로 인한 것으로 분석되었다. 또한, 2020년 5월 11일 강원도 평강군에서 발생한 규모 3.8의 지진은 주향 이동 단층의 운동으로 인한 것으로 분석되었다. 그 전해 같은 지역에서 발생한 규모 3.5의 지진 역시 같은 것으로 나타났다. 해당 지역은 추가령 구조곡이 지나가는 지역이다. 그러나 2004년 9월 15일 서울특별시 남쪽 9km에서 발생한 지진은 면선각 -90도인 정단층 운동을 보였다.
2020년에 발생한 해남 군발 지진 당시 한국지질자원연구원은 보도자료에 "해남지진은 이 지역에 발달하고 있는 서북서-동남동 방향의 단층계에 속하는 단층의 좌수향 주향이동운동에 의해 발생한 것으로 한반도에 작용하는 지체응력(Tectonic Stress) 환경에 부합하는 현상으로 판단된다"라고 설명하였다.

## 단층 연구의 필요성
...지진은 지각 내 발달되어 있는 단층을 따라 서서히 누적된 판구조 운동에 따른 응력 에너지가 한순간 단층(전단)운동에 의해 갑자기 방출되는 현상이다. 따라서 단층운동은 지진을 일으키는 근본 원인에 해당한다. 대부분의 중·대규모 지진들은 기존에 발달하고 있는 대규모 단층시스템(대단층계)를 따라 발생하므로, 중·장기적인 지진 대비책 마련을 위해서는 현재 한반도에 발달된 대단층계의 분포와 발달특성을 파악하는 것이 가장 중요하다.— 국토 대단층계(양산단층 중부지역) 위험요소 평가연구

## 사진
아래 사진은 대한민국 내에 있는 단층 노두의 사진이다. 

### 단층노두
한국의 단층 노두 (위도순)
- 충주 활옥동굴 내 향산리 돌로마이트질 석회암층의 정단층
충주시 목벌동
- 충주 활옥동굴의 정단층
충주시 목벌동
- 영덕 단층
울진군
- 영동층군 산이리층 조경석의 정단층 (노두가 아님)
영동군 영동읍 매천리 북위 36° 10′ 17.9″ 동경 127° 46′ 33.2″ / 북위 36.171639°  동경 127.775889°
- 신녕 단층 SN-2 노두
대구광역시 군위군 산성면 백학리 북위 36° 04′ 28.24″ 동경 128° 42′ 23.83″ / 북위 36.0745111°  동경 128.7066194° )
- 신녕 단층 SN-1 노두
영천시 신녕면 부산리 북위 36° 03′ 51.49″ 동경 128° 43′ 59.93″ / 북위 36.0643028°  동경 128.7333139°
- 경상 누층군 반야월층의 정단층
대구광역시 수성구 지산동
- 울산 단층의 역단층 노두
경주시 천북면 물천리
- 연일층군 천북 역암층의 단층 노두
경주시 천북면 물천리 북위 35° 52′ 30.0″ 동경 129° 17′ 00.3″ / 북위 35.875000°  동경 129.283417°
- 경상 누층군 다대포층의 정단층
부산국가지질공원 두송반도 지질명소
- 경상 누층군 진동층의 퇴적동시성 정단층
창원 고현리 공룡발자국 화석산지
- 경상 누층군 하산동층의 정단층
하동군 진교면 양포리 북위 34° 59′ 59.7″ 동경 127° 55′ 08.1″ / 북위 34.999917°  동경 127.918917°

### 지질도
지질도
- 영월군의 지질과 영월 스러스트 시스템(영월인편상구조대)의 지질 구조
일련의 스러스트 단층들에 의해 조선 누층군 영월층군 이하 마차리층, 와곡층과 문곡층 등이 여러 차례 반복되어 나타난다.
- 대구광역시의 지질, 경산시의 지질과 팔공산 단층, 단산지 단층, 달성 단층, 가창 단층, 기내미 단층, 하양 단층, 고은 단층, 적제 단층

## 단층 목록
아래에 제시된 단층들의 이름은 대한지리학회, 대한지질학회 등의 학술지에 수록된 논문 또는 한국지질자원연구원의 1:5만 지질도에서 사용하는 명칭을 그대로 사용하였다. 단층의 이름은 가나다순으로 정렬되어 있으며 각 단층의 세부적인 특성에 대해서는 해당 문서를 참조할 것.
- (■): 활성단층 (제4기 단층) : ESR 연대측정법, OSL, 탄소-14 연대측정법에 의해 제4기(250만 년 전~현재) 동안 운동한 것이 확인된 단층을 활성단층으로 간주한다.
- (■): 도심지역 통과 단층
- (■): 지진 유발 단층

| 이름        | 구간                                                    | 지질 지역                  | 연장(km)   | 성향             | 주향          | 변위/절단된 지층                                                                                           | 수평 변위량 | 비고                                                    |
| ----------- | ------------------------------------------------------- | -------------------------- | ---------- | ---------------- | ------------- | --- | --- | ------------------------------------------------------- |
| 가사리 단층 | 정선군 신동읍~강릉시 강동면                             | 옥천 습곡대                | 64 이상    | 스러스트         | 북동-남서     | 고생대 조선 누층군                                                                                         | | 이 부분의 본문은 정선군의 지질 입니다.                  |
| 가야동 단층 | 설악산~양양군                                           | 경기 지괴                  | 17         | 주향 이동        | 서북서-동남동 | 고원생대 대청봉 화강암 고원생대 경기변성암복합체 쥐라기 가리봉 화강암 백악기 백담층군 백악기 설악산 화강암 | 300 m (경기변성암복합체과 가리봉 화강암 320 m (가리봉 화강암과 백담층군) 240 m (가리봉 화강암과 설악산 화강암) 140 m (대청봉 화강암과 설악산 화강암) |                                                         |
| 가음 단층   | 경상북도 의성군~포항시                                  | 경상 분지 동부             | 40 이상    | 주향 이동        | 서북서-동남동 | 중생대 백악기 경상 누층군 백악기 화강암                                                                    | | 이 부분의 본문은 가음 단층 입니다.                      |
| 광주 단층   | 전라남도 진안군 진안 분지~해남군 해역                   | 옥천 습곡대 남서부         | 180        | 주향 이동        | 북동-남서     | | | 이 부분의 본문은 광주 단층 입니다.                      |
| 검성동 단층 | 경상북도 울진군 북면                                    | 영남 지괴                  | 4          |                  | 남-북         | | | 이 부분의 본문은 울진군의 지질 입니다.                  |
| 각동 단층   | 강원특별자치도 정선군~충청북도 단양군                   | 옥천 습곡대                | 40 이상    | 스러스트         | 북동-남서     | 조선 누층군 평안 누층군 대동 누층군 반송층                                                                 | | 이 부분의 본문은 각동 단층 입니다.                      |
| 경강 단층   | 강원특별자치도 화천군~경기도 광주시                     | 경기 지괴                  | 175        | 스러스트         | 북북동-남남서 | 선캄브리아기 지층                                                                                          | | 이 부분의 본문은 경강 단층 입니다.                      |
| 계룡산 단층 | 세종특별자치시 전의면~충청남도 논산시                   | 옥천 습곡대 서부           | -          | -                | 북-남         | | | 이 부분의 본문은 공주 단층 입니다.                      |
| 고척 단층   | 경기도 광주시 도척면~이천시 모가면                      | 경기 지괴                  | 18         | -                | 북서-남동     | | | 이 부분의 본문은 이천시의 지질 입니다.                  |
| 공주 단층   | 음성군 음성 분지~공주시 공주 분지                       | 경기 지괴/옥천 습곡대 경계 | 110        | 주향 이동        | 북동-남서     | | | 이 부분의 본문은 공주 단층 입니다.                      |
| 구이 단층   | 전라북도 완주군 상관면~구이면                           | 옥천 습곡대 남서부         | 5~10       | 역단층           | 북동-남서     | | | 이 부분의 본문은 전주 단층 입니다.                      |
| 근덕 단층   | 경상북도 봉화군~강원도 삼척시                           | 옥천 습곡대 동부           | -          | 주향 이동        | 북북동-남남서 | | | 이 부분의 본문은 근덕 단층 입니다.                      |
| 금왕 단층   | 강원특별자치도 고성군~음성 분지                         | 경기 지괴                  | 170        | 주향 이동        | 북동-남서     | 선캄브리아기 편마암 중생대 쥐라기 및 백악기 화강암                                                         | 2.5 km (흑운모 화강암과 편마암) 250 m (오색화강암과 설악산화강암)                                                                                    | 이 부분의 본문은 금왕 단층 입니다.                      |
| 금천 단층   | 경상북도 의성군 의성읍~청송군 현서면                    | 경상 분지                  | 35 이상    | 주향 이동        | 서북서-동남동 | 중생대 백악기 경상 누층군                                                                                  | 190 m (후평동층과 점곡층) 170/600 m (춘산층과 섬록암)                                                                                                | 이 부분의 본문은 가음 단층 입니다.                      |
| 낙동 단층   | 경상북도 예천군 지보면~김천시 감문면                    | 경상 분지 서부             | 50         | 주향 이동        | 북북동-남남서 | 선캄브리아기 편마암 중생대 쥐라기 화강암 중생대 백악기 신동층군                                            | 800 m (편마암과 화강암) 400 m (낙동층) 330 m (낙동층과 하산동층)                                                                                     |                                                         |
| 남병산 단층 | 평창군 남병산                                           | 옥천 습곡대                | 7.6        | 정단층           | 동-서         | 고생대 조선 누층군 고생대 평안 누층군                                                                      | | 이 부분의 본문은 조선 누층군 § 지질 구조 입니다.        |
| 남평 단층   | 정선군 북평면 남평리                                    | 옥천 습곡대                |            | 스러스트         | 북동-남서     | 고생대 조선 누층군 정선 석회암층 고생대 평안 누층군 장성층                                                 | | 이 부분의 본문은 정선군의 지질 입니다.                  |
| 단곡 단층   | 강원도 정선군 임계면~정선군 남면                        | 옥천 습곡대                | 30         | 주향 이동        | 북북동-남남서 | 고생대 조선 누층군                                                                                         | 500 m/1.6 km (동점 규암층) | 이 부분의 본문은 단곡 단층 입니다.                      |
| 당골 단층   | 강원도 횡성군 방림면~충청북도 제천시 송학면             | 경기 지괴                  | 20         | 수직             | 북서-남동     | | | 이 부분의 본문은 영월군의 지질 및 제천시의 지질 입니다. |
| 당진 단층   | 충청남도 당진시 석문면~보령시 천북면                    | 경기 지괴                  | 50         | 수직 이동        | 북북동-남남서 | | | 이 부분의 본문은 당진 단층 입니다.                      |
| 동래 단층   | 경상북도 경주시~부산광역시 동래구 해역                  | 경상 분지 남동부           | -          | -                | 북북동-남남서 | | | 이 부분의 본문은 동래 단층 입니다.                      |
| 동송 단층   | 경기도 포천시 창수면~강원특별자치도 철원군 동송읍       | 경기 지괴                  | 20         | 주향 이동        | 남-북         | 철원층군, 명성산 화강암                                                                                    | 1 km (미산층과 장락층군) | 이 부분의 본문은 포천시의 지질 및 철원군의 지질 입니다. |
| 마분동 단층 | 경상북도 북면 부구리                                    | 영남 지괴                  | 3          | 주향 이동        | 북서-남동     | | | 이 부분의 본문은 울진군의 지질 입니다.                  |
| 마읍천 단층 | 강원도 삼척시 가곡면~근덕면 상맹방리                    | 옥천 습곡대 동부           | 25 이상    | 주향 이동?       | 북북동-남남서 | 선캄브리아기 편마암류                                                                                      | | 이 부분의 본문은 마읍천 단층 입니다.                    |
| 마차리 단층 | 강원특별자치도 평창군 평창읍~영월군 영월읍              | 옥천 습곡대                | 30 이상    | 스러스트 단층    | 남-북         | 고생대 조선 누층군                                                                                         | | 이 부분의 본문은 영월인편상구조대 입니다.               |
| 모량 단층   | 경상북도 경주시~경상남도 김해시 북부                    | 경상 분지 남동부           | 60~110     | 주향 이동        | 북북동-남남서 | 중생대 백악기 건천리층 백악기 유천층군 백악기 화강암                                                       | 900 m (건천리층과 유천층군 안산암) 약 1 km (화강암)                                                                                                  | 이 부분의 본문은 모량 단층 입니다.                      |
| 무안 단층   | 전라북도 함평군~무안군 해역                             | 옥천 습곡대 남서부         | -          | -                | 북북동-남남서 | | |                                                         |
| 문경 단층   | 경상북도 문경시 마성면 일대                             | 옥천 습곡대                | 12         | 역단층           | 북서-남서     | 고생대 오르도비스기 부곡리층                                                                               | | 이 부분의 본문은 문경시의 지질 입니다.                  |
| 미시령 단층 | 강원특별자치도 속초시~인제군 북면 용대리                | 경기 지괴 북동부           | 19         | 좌수향 주향 이동 | 동-서         | 고원생대 경기변성암복합체 중생대 백악기 석영장석반암 등                                                    | 160 m (석영장석반암과 속초화강암) 300 m (작은감투봉층)                                                                                               | 이 부분의 본문은 인제군의 지질 입니다.                  |
| 민둔산 단층 | 정선군 정선읍 광하리-민둔산                             | 옥천 습곡대                | 9.5        | 스러스트         | 북동-남서     | 고생대 조선 누층군 고생대 평안 누층군                                                                      | | 이 부분의 본문은 정선군의 지질 입니다.                  |
| 밤원 단층   | 경상북도 상주시 은척면~내서면                           | 영남 지괴/옥천 습곡대 경계 | 13         | -                | 남-북         | | | 이 부분의 본문은 상주시의 지질 입니다.                  |
| 방림 단층   | 강원도 평창군 대화면~원주시 신림면                      | 옥천 습곡대                | 40 이상    | 스러스트         | 남-북         | 고생대 조선 누층군                                                                                         | | 이 부분의 본문은 영월군의 지질 입니다.                  |
| 북장사 단층 | 경상북도 상주시                                         | 영남 지괴/옥천 습곡대 경계 | 14         | -                | 북동-남서     | 중생대 백악기 알칼리화강암 백악기 석영반암                                                                 | | 이 부분의 본문은 상주시의 지질 입니다.                  |
| 백전리 단층 | 영월군 상동읍~삼척시 하장면                             | 옥천 습곡대                | 36         | -                | 북북동-남남서 | 고생대 조선 누층군 고생대 평안 누층군                                                                      | | 이 부분의 본문은 조선 누층군 § 지질 구조 입니다.        |
| 산계 단층   | 강릉시 옥계면 산계리~왕산면 목계리                      | 옥천 습곡대                | 13         | 정단층           | 북서-남동     | 고생대 조선 누층군 고생대 평안 누층군                                                                      | | 이 부분의 본문은 조선 누층군 § 지질 구조 입니다.        |
| 산정 단층   | 경기도 포천시 일동면~강원특별자치도 철원군 김화읍       | 경기 지괴                  | 35 이상    | 주향 이동        | 남-북         | 중생대 대보 화강암, 명성산 화강암                                                                          | 4 (명성산 화강암) | 이 부분의 본문은 철원군의 지질 및 포천시의 지질 입니다. |
| 서화 단층   | 금강산~인제군 북면 월학리                               | 경기 지괴                  | -          | 주향 이동        | 남-북         | | | 이 부분의 본문은 인제군의 지질 입니다.                  |
| 설론 단층   | 영월군 영월읍 흥월리-정선군 남면 광탄리                 | 옥천 습곡대                | 36         | 스러스트         | 북동-남서     | 고생대 조선 누층군 고생대 평안 누층군 중생대 대동 누층군                                                   | | 이 부분의 본문은 정선군의 지질 입니다.                  |
| 수렴 단층   | 경상북도 경주시 양남면 수렴리 일대                      | 경상 분지 동부             | 0.4        | 역단층           |               | | | 이 부분의 본문은 수렴 단층 입니다.                      |
| 순창 단층   | 전라북도 무주군~전라남도 해남군 해역                    | 옥천 습곡대 남서부         | 100        | -                | 북북동-남남서 | | |                                                         |
| 신갈 단층   | 경기도 연천군~평택시                                    | 경기 지괴                  | 130        | 주향 이동        | 북-남         | | | 이 부분의 본문은 신갈 단층 입니다.                      |
| 신녕 단층   | 경상북도 영천시 신녕면~상주시 공성면                    | 경상 분지                  | 70         | 주향 이동        | 서북서-동남동 | 중생대 백악기 경상 누층군 신동층군과 하양층군                                                              | 800 m (낙동층과 하산동층) 800 m (동명층과 일직층) 450 m (일직층과 구미동층원 320 m (후평동층)                                                        | 이 부분의 본문은 신녕 단층 입니다.                      |
| 십자가 단층 | 충청남도 부여군 세도면~석성면~탄천면                    | 옥천 습곡대 북서부         | 25         | 정단층           | 북동-남서     | | | 이 부분의 본문은 부여 분지 입니다.                      |
| 안동 단층   | 경상북도 상주시~청송군                                  | 경상 분지/영남 지괴 경계   | -          | 역단층           | 동-서         | 중생대 백악기 경상 누층군                                                                                  | | 이 부분의 본문은 안동 단층 입니다.                      |
| 영덕 단층   | 경상북도 영덕군                                         | 경상 분지                  | 40         | 우수향 주향 이동 | 남-북         | 트라이아스기 화강암, 경상 누층군 가송동층                                                                  | 4.7 | 이 부분의 본문은 영덕 단층 입니다.                      |
| 영동 단층   | 충청북도 영동군 일대                                    | 영남 지괴/옥천 습곡대 경계 | -          | 주향 이동        | 북동-남서     | | | 이 부분의 본문은 영동 단층 입니다.                      |
| 왕숙천 단층 | 강원도 철원군~경기도 남양주시                           | 경기 지괴                  | 65         | 주향 이동        | 북북동-남남서 | 선캄브리아기 흑운모편마암 중생대 쥐라기 흑운모화강암                                                       | 800 m (편마암과 화강암) | 이 부분의 본문은 왕숙천 단층 입니다.                    |
| 양산 단층   | 경상북도 울진군~부산광역시 해역                         | 경상 분지 동부             | 170 이상   | 주향 이동        | 북북동-남남서 | 중생대 백악기 경상 누층군 백악기 화강암                                                                    | 21~35 km | 이 부분의 본문은 양산 단층 입니다.                      |
| 울릉 단층   | 동해 일대                                               | 울릉 분지                  | 170 이상   | 정단층           | 남-북         | | |                                                         |
| 울산 단층   | 경상북도 경주시~울산광역시 태화강 하구                  | 경상 분지 남동부           | 40         | 주향 이동        | 북북서-남남동 | | | 이 부분의 본문은 울산 단층 입니다.                      |
| 오십천 단층 | 강원도 태백시 통리~삼척시 도계읍                        | 옥천 습곡대 동부           | 60         | 주향 이동        | 북북동-남남서 | | | 이 부분의 본문은 오십천 단층 입니다.                    |
| 오천 단층   | 경상북도 포항시~경주시                                  | 경상 분지 동남부           | 23         | 역단층           | 북동-남서     | | | 이 부분의 본문은 포항 분지 입니다.                      |
| 옥갑산 단층 | 정선군 정선읍 용탄리~여량면 구절리                      | 옥천 습곡대                | 22         | 스러스트         | 북동-남서     | 고생대 조선 누층군 고생대 평안 누층군                                                                      | | 이 부분의 본문은 정선군의 지질 입니다.                  |
| 옥동 단층   | 정선군 신동읍~경상북도 함창읍                           | 옥천 습곡대                | 100        | 정단층?          | 북동-남서     | | | 이 부분의 본문은 옥동 단층 입니다.                      |
| 의당 단층   | 공주 분지~천안시 목천읍                                 | 경기 지괴                  | 22         | -                | 북북동-남남서 | | | 이 부분의 본문은 공주 단층 입니다.                      |
| 용유리 단층 | 충청북도 괴산군 청천면?~경상북도 상주시 화남면          | 영남 지괴/옥천 습곡대 경계 | 23?        | -                | 북서-남동     | | | 이 부분의 본문은 상주시의 지질 입니다.                  |
| 예미 단층   | 정선군 남면 문곡리~신동읍 방제리                        | 옥천 습곡대                |            | 스러스트         | 북동-남서     | 고생대 조선 누층군                                                                                         | | 이 부분의 본문은 정선군의 지질 입니다.                  |
| 예산 단층   | 충청남도 아산시 인주면~보령시 청라면                    | 경기 지괴 서부             | 60         | -                | 북북서-남남동 | | | 이 부분의 본문은 예산 단층 입니다.                      |
| 원천 단층   | 경기도 수원시 영통구 이의동~화성시 안녕동               | 경기 지괴                  | 20         | 수직 단층        | 북동-남서     | | | 이 부분의 본문은 수원시 § 단층 입니다.                  |
| 읍천 단층   | 경상북도 경주시 양남면 읍천리                           | 경상 분지 남동부           | 1.5        | 역단층           | 북동-남서     | | | 이 부분의 본문은 읍천 단층 입니다.                      |
| 인락원 단층 | 평창군 진부면 마평리-정선군 정선읍 회동리               | 옥천 습곡대                | 16         | 정단층           | 남-북         | 고생대 조선 누층군 고생대 평안 누층군                                                                      | | 이 부분의 본문은 조선 누층군 § 지질 구조 입니다.        |
| 인제 단층   | 강원도 인제군~경기도 용인시 처인구                      | 경기 지괴                  | 150 이상   | 주향 이동        | 북동-남서     | | | 이 부분의 본문은 인제 단층 입니다.                      |
| 일광 단층   | 부산광역시 해운대구 해역~울산광역시                     | 경상 분지 남동부           | 25         | 주향 이동        | 북북동-남남서 | | | 이 부분의 본문은 일광 단층 입니다.                      |
| 임곡 단층   | 정선군 임계면 임계리~강릉시 강동면 안인진리             | 옥천 습곡대                | 25         | 수직 단층        | 북북동-남남서 | 고생대 평안 누층군 만항층                                                                                  | 2.9 (만항층) | 이 부분의 본문은 강릉시의 지질 입니다.                  |
| 잠곡 단층   | 강원특별자치도 철원군 근남면                            | 경기 지괴                  | 7          | 주향 이동        | 남-북         | | | 이 부분의 본문은 철원군의 지질 입니다.                  |
| 장대 단층   | 김해시 장유면~의령군 대의면                             | 경상 분지 남부             | -          | 주향 이동        | 서북서-남남동 | | | 이 부분의 본문은 장대 단층 입니다.                      |
| 장전리 단층 | 정선군 사북읍~삼척시 하장면 중봉리                      | 옥천 습곡대                | 22         |                  | 북북동-남남서 | | | 이 부분의 본문은 조선 누층군 § 지질 구조 입니다.        |
| 저항령 단층 | 강원도 속초시 물치항~인제군 북면 저항령                 | 경기 지괴 북동부           | 18         | -                | 동-서         | 중생대 백악기 반암                                                                                         | | 이 부분의 본문은 인제군의 지질 입니다.                  |
| 전주 단층   | 전라북도 진안군~전라남도 신안군 해역                    | 옥천 습곡대 남서부         | 170        | 주향 이동        | 북동-남서     | | | 이 부분의 본문은 전주 단층 입니다.                      |
| 정읍 단층   | 전라북도 정읍시~고창군                                  | 옥천 습곡대 남서부         | 100 (추정) | -                | 북북동-남남서 | | | 이 부분의 본문은 정읍 단층 입니다.                      |
| 죽령 단층   | 경상북도 영주시~충청북도 단양군                         | 영남 지괴/옥천 습곡대 경계 | 23         | 주향 이동        | 서북서-동남동 | 선캄브리아기 편마암류 고생대 조선 누층군                                                                   | 1~1.2 km (미그마타이트질 편마암) 1.5 km (조선 누층군 장산 규암층)                                                                                    | 이 부분의 본문은 단양군의 지질 입니다.                  |
| 중평 단층   | 경상북도 안동시 임동면 일대                             | 경상 분지 북부             | 8          | 역단층           | 북서-남동     | 중생대 백악기 경상 누층군                                                                                  | | 이 부분의 본문은 안동시의 지질 입니다.                  |
| 진부령 단층 | 강원도 고성군~인제군 북면 용대리                        | 경기 지괴 북동부           | 40         | -                | 남-북         | | | 진부령 통과                                             |
| 척산 단층   | 정선군 신동읍 방제리~태백시 화전동                      | 옥천 습곡대                | 22         | -                | 서북서-동남동 | 고생대 조선 누층군 고생대 평안 누층군                                                                      | | 이 부분의 본문은 정선군의 지질 입니다.                  |
| 천도 단층   | 조선민주주의인민공화국 해금강~강원도 인제군 북면 월학리 | 경기 지괴 북동부           | -          | 우수향 주향 이동 | 북북동-남남서 | | | 이 부분의 본문은 인제군의 지질 입니다.                  |
| 철암 단층   | 태백시 철암동~봉화군 석포면 대현리                      | 옥천 습곡대                | 10         |                  | 북동-남서     | 고생대 조선 누층군 고생대 평안 누층군                                                                      | | 이 부분의 본문은 태백시의 지질 입니다.                  |
| 추가령 단층 | 강원도 원산시~서울특별시                                | 경기 지괴                  | 160        | -                | 북-남         | | | 이 부분의 본문은 추가령 구조곡 입니다.                  |
| 통영만 단층 | 경상남도 통영시 통영만 해저                             | 경상 분지 남부             | 10         | 정단층           | 북-남         | 중생대 백악기 경상 누층군                                                                                  | | 이 부분의 본문은 통영시의 지질 입니다.                  |
| 태곡 단층   | 경상북도 안동시 예안면~봉화군 재산면                    | 경상 분지 북부             | 32         | 수직 단층        | 북북동-남남서 | 중생대 쥐라기~백악기 경상 누층군                                                                           | 670 m (경상 누층군 가송동층) | 이 부분의 본문은 안동시의 지질 입니다.                  |
| 평창 단층   | 강원도 평창군 대화면~영월군 남면                        | 옥천 습곡대                | 20 이상    | 스러스트 단층    | 남-북         | 고생대 조선 누층군                                                                                         | | 이 부분의 본문은 영월 스러스트 시스템 입니다.           |
| 한산도 단층 | 통영시 한산도                                           | 경상 분지 남부             |            |                  | 북북동-남남서 | 중생대 조선 누층군                                                                                         | | 이 부분의 본문은 통영시의 지질 입니다.                  |
| 호명 단층   | 정선군 사북읍 사북리~강릉시 옥계면 산계리               | 옥천 습곡대                | 44         |                  | 북북동-남남서 | 고생대 조선 누층군                                                                                         | | 이 부분의 본문은 정선군의 지질 입니다.                  |
| 홍성 단층   | 충청남도 당진시 송악면~보령시 주포면                    | 경기 지괴 서부             | 불명       | 불명             | 북북동-남남서 | 불명 | 불명 | 이 부분의 본문은 홍성 단층 입니다.                      |
| 화암 단층   | 정선군 화암면 화암리~남면 유평리                        | 옥천 습곡대                | 6          | 스러스트         | 북북동-남남서 | 고생대 조선 누층군                                                                                         | | 이 부분의 본문은 정선군의 지질 입니다.                  |
| 후포 단층   | 동해 해역                                               | 후포 분지                  | -          | -                | 북-남         | | | 이 부분의 본문은 후포 단층 입니다.                      |

## 기타
- 영월인편상구조대 (영월 스러스트 시스템) - 영월에 존재하는 충상단층들의 집합체
- 예천전단대
- 광주전단대 - 광주 단층 문서 참고
- 형산강 지구대 - 포항시에 위치한다.
- 길주·명천 지구대
- 아무르판의 서쪽 경계 - 한국의 지진 문서 참고

## 같이 보기
- 한국의 지질
- 한국의 지진
- ESR 연대측정법